# 캐딜락 V-16

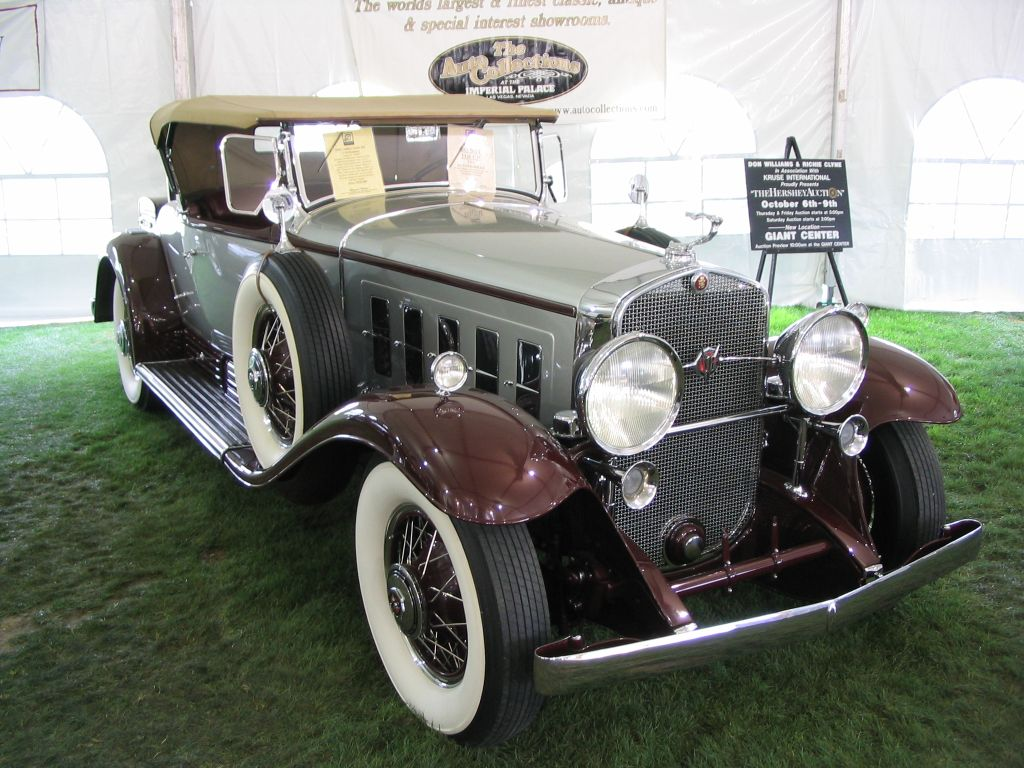
1930년형캐딜락 V-16 로드스터

캐딜락 V-16(Cadillac V-16)은 캐딜락에서 생산한 최고급 자동차로 1930년 1월 발표되어 1940년 제2차 세계대전으로 중단되었던 모델이다. V-16는 주문 제작 방식으로 생산되어 11년동안 총 4076대가 제작되었다. 이들 대부분은 경제 대공황이 본격적으로 확대되기 전인 1930년 한 해에 생산되었다.

## 탄생
1926년 캐딜락은 새로운 다중 실린더 자동차를 개발하기 시작했다. 당시 캐딜락은 고객들이 엔진 출력이 강력하면서도 부드러운 엔진이 탑재되기를 바란다고 생각했다. 수년간의 비밀스러운 개발 끝에 몇개의 시제품 차량이 생산되어 시험단계에 들어갔다. 캐딜락 사장이었던 로렌스 피셔(Lawrence Fisher)와 제너럴 모터스의 할리 얼(Harley Earl)은 유럽으로 건너가 유럽의 고급 코치빌더들로부터 영감을 찾았다. 고급 수제 차량제작자들이 대부분 기본 차대만 만들고, 외부의 코치빌더 회사들이 완성차를 제작하는 방식과 달리, 제너럴 모터스는 코치빌더인 플리트우드(Fleetwood)와 피셔바디(Fisher Body)를 직접 사들여 모든 제작과정을 내부에서 소화했다.
캐딜락은 1929년 주식대폭락이 발생할 때까지도 이 차를 발표하지 못하다가, 1930년 1월 4일 뉴욕 국제 오토쇼에 처음으로 가장 비싼 캐딜락인 캐딜락 V-16을 발표한다.

## 초기 생산모델

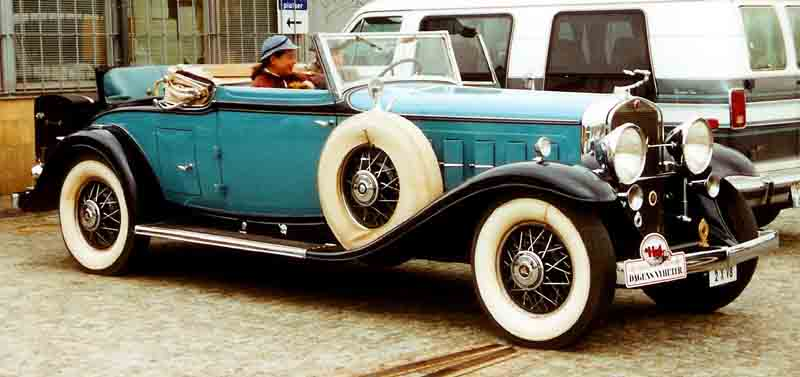
1931년형 캐딜락 V-16 452-A 컨버터블

V-16이 발표되자 언론과 대중으로부터 많은 관심을 끌었다. 캐딜락은 즉시 V-16을 생산하기 시작했다. 1월 한달동안 하루에 몇대씩 생산되던 생산량은 곧 하루에 22대로 늘어났고, 4월까지 1,000대로, 이어 6월까지 2,000대로 증가했다. V-16은 다양한 형태의 차체로 주문을 받았는데, 1930년 플리트우드의 카타로그에는 10개의 기본 차대 스타일이 실려 있었으나, 캐딜락-라샐리 클럽의 연구로 피셔바디와 플리트우드는 16개의 차대에 70개의 서로 다른 차체 스타일로 늘어났다.
1930년 6월 초에 캐딜락은 6대의 V-16을 가지고 유럽 곳곳을 순회하며 판촉행사를 벌였다. 그러나 V-16의 주문이 최고조에 올랐던 1930년 중반부터 생산이 떨어지기 시작했고, 1930년 10월에는 단지 54대만이 제작되었다. 452/452-A 모델은 최하의 생산대수를 기록했는데, 1931년 8월에 7대를 그리고 1931년 11월에는 6대를 기록했다. 생산감소는 10년간 계속되어 1935년과 1937년에는 단지 50대만이 생산되었고 1940년은 51대가 생산되었을 뿐이었다. 나중에 캐딜락은 V-16을 팔 때마다 손해를 본다는 것을 알았다.

## 1937년까지의 생산모델
캐딜락은 초기 모델을 이용해 다양한 모델명으로 1937년까지 V-16을 생산했으나, 1933년에는 차체를 다시 디자인해 모델 452-C를 발표했다. 1935년에는 모델명칭을 "시리즈 60"으로 바꾸기 시작했다. 이 모델은 1934년에 발표된 452-D와 같은 것이다. 1934년과 1935년 동안 생산된 대수는 150대였다. 1936년에는 모델명이 "시리즈 90"으로 다시 바뀐다. 이때부터 V-16은 피셔바디의 "터렛-탑" 금속지붕이 장착 되었지만, 생산은 여전히 플리트우드에서 이루어졌다. 이 해에는 52대만이 판매되었는데, 거의 절반이 리무진으로 팔려나갔다. 1937년에는 수력 브레이크(Hydraulic brake)가 채택되었고, 50대가 생산되었다.

## 1938년~1940년생산모델
1938년, 캐딜락은 새로운 L-헤드 V16 엔진을 발표하면서 V-16인 "시리즈 90"과 V-12인 "시리즈 80/85" 모델을 하나로 합쳤다. 새로운 엔진은 L-헤드 디자인에, 135도의 넓은 V각이었고, 두개의 기화기(Caburetor)와 두개의 연료펌프, 두개의 디스트리뷰터, 두개의 워터펌프, 그리고 9개의 베어링 크랭크축을 가지고 있었고, 185마력을 낼 수 있었다. 또한 이 엔진은 공회전 시나 가속 시 거의 소음이 나지 않았다. 휠베이스는 이전 모델에 비해 3,581mm로 줄어들었고, 차제는 5,080mm를 유지했다. 이 기간 동안 V-16은 1938년 315대, 이듬해인 1940년에는 138대가 팔려나갔다. 1940년 모델은 1939년 12월까지만 생산되었다.

## 엔진
두개의 캐딜락 V-16 엔진이 사용되었다.
- 시리즈 452 (1930년~1937년) - 좁은 45도의 V각 OHV 엔진
- 시리즈 90 (1938년~1940년) - 넓은 135도 V각 L-헤드 엔진

## 오늘날의 캐딜락 V-16
오늘날 캐딜락 V-16은 전쟁이전기 시대에 있어서 가장 아름다운 자동차 중 하나로 인식되고 있다. 미국 클래식 자동차 클럽은 V-16을 1925년에서 1948년까지 기간동안 가장 아름다운 자동차로 평가했다. V-16은 이러한 평가를 반영하여 2004년 현재 1930년 생산모델이 50만달러 이상에 거래되기도 했다. 그리고 언제나처럼 컨버터블이나, 1938~1940년대 생산모델보다는 이전 모델이 더 가치를 인정받고 있다.

## 콘셉트 카
2003년 캐딜락은 식스틴(Sixteen)으로 부르는 컨셉카를 만들었다. 이 모델은 V-16 엔진을 사용하여 1,000마력(700kW)을 낼 수 있었다. 이 모델은 캐딜락의 스타일 특징인 "A&S"(Art & Science) 스타일을 사용했음에도, 세세한 부분에서 과거의 V-16 모델의 것들을 차용했다.